# 政大大學報
《大學報》是國立政治大學新聞學系的實習報刊，由新聞學系學生負責撰稿、組版、廣告、發行等工作，是一份以大學校園生活為主要訴求的刊物。
《大學報》創刊於1993年，由「大學報雜誌社」出版，每週五發行，寒假與暑假期間不出刊；於行政院新聞局登記為第一類新聞紙，中華郵政登記字號為「北台字4020號」。2012年，因應數位匯流趨勢，《大學報》正式停止印刷紙本，改以網路為主要出版平台。

## 背景

### 起源
到2009年暑假時，《大學報》已經出刊至第1447期；不過，《大學報》的發刊數字並非自1993年創刊開始，而是從政治大學新聞學系有實習報刊起計算。政治大學新聞學系自1933年創立，當時實習刊物為《中外月刊》。1937年起，因為中國抗日戰爭爆發，遷至後方的新聞系學生在江西牿嶺辦《戰訊壁報》；僅剩的人到湘西，也辦了半年的《芷江民報》。四年後，新聞系小溫泉改辦新聞專修班與新聞專修科，當時的實習刊物為《南泉新聞》。遷台後，於1956年開始發行《學生新聞》，至1973年更名為《柵美報導》，1991年擴大改版為《大台北報導》，到1993年再度改為《大學報》。

### 版面規格與內容
《大學報》平時以黑白加上套紅印製，一學期間，大約印製二至四次彩色版，以四色演色方式印製；每次出版兩大張，共八個版面，在1990年代，大約在每學期中以及學期末，會另外增張，印製四個版面的專題報導，每版約能容納將近兩千至三千字。內容方面，從創刊迄今，各版內容包括：頭版要聞、校園行政、校園社會新聞、休閒生活、藝術文化、社會關懷、體育賽事、學術發展、民意論壇、科學新知、攝影專題等；目前的版面規劃為：頭版、校園、國際、生活、新知、藝文、體育、專題。

### 編輯室
1993年《大學報》創刊時，編輯室位於政治大學傳播學院教學大樓二樓。2003年，編輯室遷至政治大學大勇樓三樓。編輯室中包含行政助教辦公室、採訪寫作空間、會議空間、以及採訪寫作與廣告製作所需的各項器材。

### 指導老師
《大學報》的指導老師先後包括蘇蘅、馮建三、吳筱玫、孫曼蘋、臧國仁、陳百齡、林元輝、方念萱、柯裕棻、劉昌德與孫式文等，目前指導老師為王淑美、康庭瑜、劉慧雯。
協助《大學報》運作的助教，先後包括郭瓊俐、張存薇、余憶鳳、林秀貞、褚介敏等。

### 電腦組版
《大學報》創刊以來，便引入電腦全頁組版的工作流程。學生排版時使用麥金塔電腦，先後使用NewsMaker（一套相當類似PageMaker的軟體）、Quark Xpress及Adobe InDesign 排版軟體（目前使用的版本為Adobe InDesign CS3）。字體方面，則是搭配文鼎科技的中文字體，先後使用了文鼎PostScript、CID/ATM字體，目前則是使用OpenType字體。
2003年之前，學生是在傳播學院教學大樓四樓「新聞編採自動化實驗室」排版，之後則是在大勇樓三樓的麥金塔電腦教室排版。2008年後，麥金塔電腦教室改建為靜態攝影實驗室，因此排版改在基礎數位實驗室。

## 外部連結
- 政治大學新聞學系
- 大學線上